# Spongia negligens
Spongia negligens är en svampdjursart som beskrevs av Hyatt 1877. Spongia negligens ingår i släktet Spongia och familjen Spongiidae. Inga underarter finns listade i Catalogue of Life.